# Tuataum
Tuataum is een bestuurslaag in het regentschap Timor Tengah Selatan van de provincie Oost-Nusa Tenggara, Indonesië. Tuataum telt 1743 inwoners (volkstelling 2010).